# Crocozona fasciata
Crocozona fasciata är en fjärilsart som beskrevs av Carl Heinrich Hopffer 1875. Crocozona fasciata ingår i släktet Crocozona och familjen Riodinidae. Inga underarter finns listade i Catalogue of Life.

## Bildgalleri

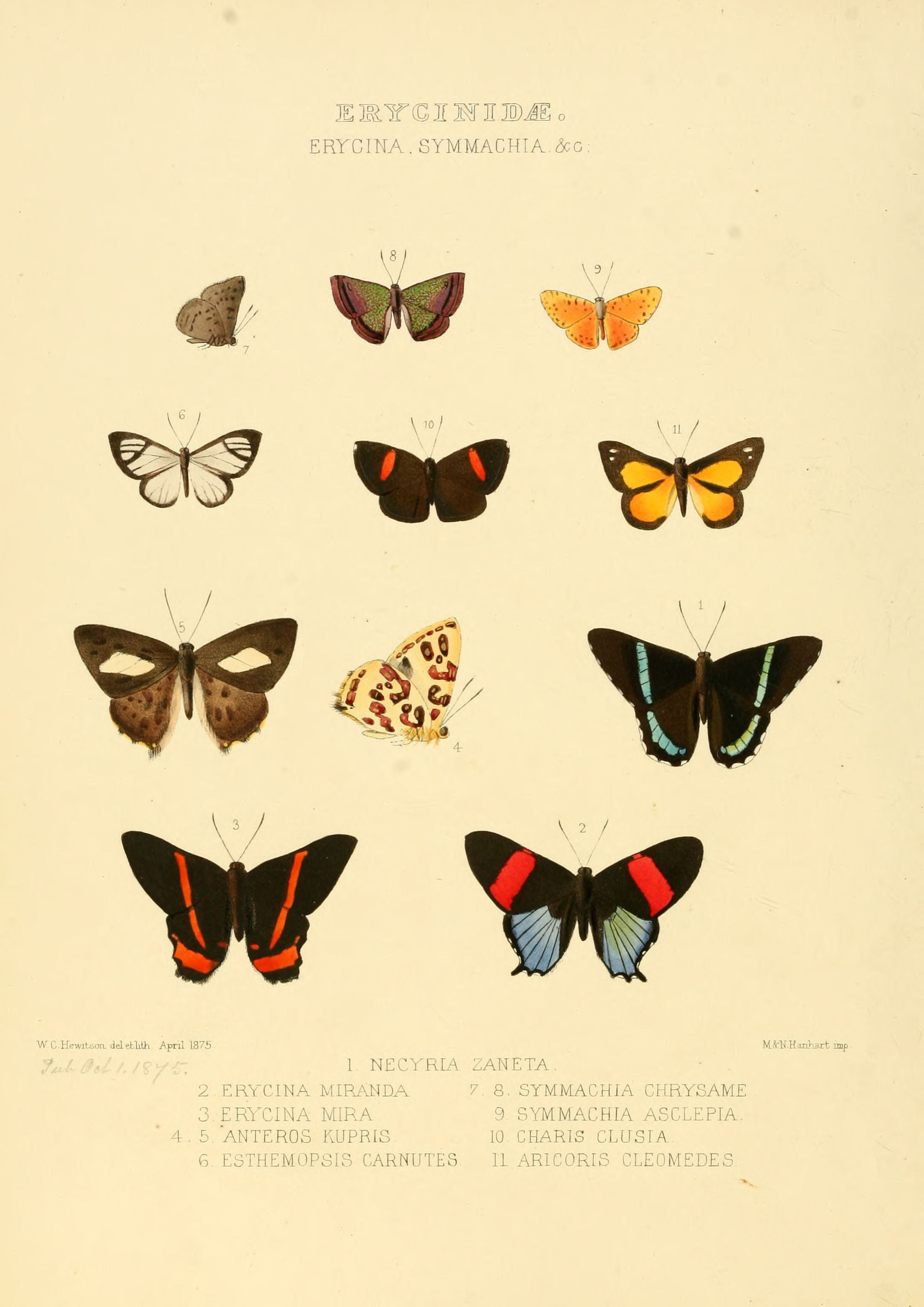